# 革命の子どもたち (2010年の映画)
『革命の子どもたち』（かくめいのこどもたち、英語:Children of the Revolution）は、ロンドンを拠点に活動するアイルランド出身の映画監督シェーン・オサリバンによる長編ドキュメンタリー映画。撮影地はヨルダン。アイルランド映画委員会共同制作。2010年アムステルダム国際ドキュメンタリー映画祭初上映。
世界革命による資本主義勢力の打倒を試みた、現代史で最も悪名高い2人の女性革命家の母としての素顔にスポットを当てながら、アーカイブ映像とそれぞれの子どもたちや周囲の証言を通して、その背景と神話の裏側に迫る。

## キャスト
重信房子
映像記録から再構成。テロリストで元日本赤軍の最高指導者。1945年、東京都世田谷区で4人きょうだいの次女として生まれる。本映画の公式サイトでは「戦後の血盟団事件に参加していた、極右だった父・末夫の影響を強く受ける。」との触れ込みがあるが、当の末夫は事件に参加していた事実はなく、師と仰ぐ井上日召から「お前は優しすぎるので、実行には向かない。」と言われ郷里に帰されていた。帰郷した末夫は教師となっており、房子の件でマスコミから取材を受けて名が知れても著名な活動は見られず、あくまで一般人である。
重信メイ
中東問題のジャーナリスト。1973年、房子とパレスチナ人活動家の間に生まれる。房子に対しては一貫して擁護の立場をとっている。「親子の愛情というのは当たり前のもの」と思っていたところ、そうでもないウルリケとその娘のベティーナの例を目の当たりにした。一緒に過ごした時間が限られていた中で、房子が「いろんな形で表現しようと努力」したからこそ親子の愛情が成り立つのであって、そこから受けるプラスの感情が大きかったと語る。
ウルリケ・マインホフ
映像記録から再構成。左翼系の雑誌コンクレットの記者を経て、のちにドイツ赤軍と改称した極左地下組織「バーダー・マインホフ・グルッペ」の共同指導者となったテロリスト。1934年生まれ。1976年に収監先の刑務所内で首吊り自殺を遂げた。
ベティーナ・ロール
ジャーナリスト。1962年、ウルリケとコンクレット誌編集長で夫のクラウス・ロールとの間に双子の姉妹として生まれる。両親が離婚後、父のもとで暮らしていたベティーナたちはウルリケと同志たちによって誘拐され、パレスチナのキャンプ場でテロリストとしての訓練を受けさせられるところであったが、移動中に発見され当局によって無事保護された。メイとは反対にウルリケに対して批判的立場をとっている。結婚して妻となり、息子をもうけて母となり、家庭をつくってハンブルグで暮らしている。
足立正生
若松プロダクション出身の脚本家・映画監督。1939年生まれ。日本を離れてパレスチナ解放闘争に加わり、日本赤軍の広報的役割をも担っていた。1997年にレバノンで逮捕され、3年の禁固刑を終えてから日本へ強制送還され帰国した。
塩見孝也
京大から出たテロリストで元赤軍派の議長、最高指導者。1941年生まれ。1989年に出所するまで19年9か月の獄中生活をおくり、晩年にあたる撮影当時はシルバー人材センターの紹介で駐車場の管理人の職に就きながら思想活動を続けていた。2017年に心不全で死去。
大谷恭子
ベトナム反戦運動や学生運動の経験がある人権派弁護士で重信房子の裁判の弁護人。1950年生まれ。

## スタッフ
- 監督・プロデューサー：シェーン・オサリバン（英語版）[1]
- 撮影監督：バセーム・ファヤド、ロビン・プロビィン、アクセル・シュネパット（ドイツ語版）[1]
- 音楽：ジャイルズ・パッカム[1]

## DVD
- 革命の子どもたち（2015年5月29日、マクザム） - EAN 4932545987712